# بیمارستان بین‌المللی گنجه
بیمارستان بین‌المللی گنجه (به لاتین: Ganja International Hospital) یک بیمارستان در جمهوری آذربایجان است که در گنجه واقع شده است.